# Hosznia Abramowska
Hosznia Abramowska – wieś w Polsce położona w województwie lubelskim, w powiecie biłgorajskim, w gminie Goraj.
| SIMC    | Nazwa | Rodzaj    |
| ------- | ----- | --------- |
| 0887724 | Dół   | część wsi |
| 0887730 | Góra  | część wsi |

W latach 1975–1998 miejscowość administracyjnie należała do województwa zamojskiego. Według Narodowego Spisu Powszechnego (III 2011 r.) liczyła 89 mieszkańców i była trzynastą co do wielkości miejscowością gminy Goraj.
Wierni Kościoła rzymskokatolickiego należą do parafii św. Kazimierza Królewicza w Radzięcinie.

## Historia
Zgodnie z dziewiętnastowiecznym opisem Słownika geograficznego Królestwa Polskiego Hosznia Abramowska i Ordynacka, mylnie nazywane Horznia, Hożnia, Gorznia, to dwie wsie w ówczesnym powiecie zamojskim, gminie i parafii Goraj, położone w górzystej i lesistej okolicy, w odległości 38 wiorst na zachód od Zamościa. Hosznia Abramowska w roku 1882 liczyła 10 domów i 69 mieszkańców wyznania katolickiego oraz 143 morgi ziemi, podczas gdy Hosznia Ordynacka liczyła 53 domy i 462 mieszkańców wyznania katolickiego oraz 1053 morgi ziemi.